# Leopold von Zenetti
Joseph Leopold von Zenetti est un compositeur autrichien né à Enns le 15 novembre 1805 et mort le 12 octobre 1892. Il fut organiste et maître de chapelle de l'église paroissiale d'Enns en Haute-Autriche pendant 63 ans.

## Liminaire
Compositeur longtemps oublié, ce sont les biographes d’Anton Bruckner dont il a été un des maîtres, qui ont fait renaître l'intérêt porté à Leopold von Zenetti.

## Biographie
Leopold von Zenetti est né dans la maison du sacristain à Enns. Sa jeunesse est marquée par l'occupation française et par les évènements turbulents en Haute-Autriche à l'époque. Il accède jeune à la musique grâce à son père bassiste, l'organiste et les Thurnermeistern dont les compétences instrumentales sont appréciées tant à l'église que lors des représentations musicale de la ville. Pendant ses études à Linz, il joue dans l'orchestre de la Gesellschaft der Musikfreunde in Linz. De retour à Enns, où il demeure au 5, place de l'Église, Zenetti prend les fonctions d'organiste et de sacristain et s'implique pleinement dans la vie liturgique et musicale de sa ville natale.
Anton Bruckner est né aux environs d’Enns, et a travaillé à Kronstorf et St. Florian. De 1843 à 1845, il est l’élève de Leopold von Zenetti à Enns. Il se rend chez son maître jusqu'à trois fois par semaine pour travailler la basse continue sur la base du Clavier bien tempéré de Johann Sebastian Bach. Bruckner continue de travailler avec Zenetti jusqu'en 1855.
La bibliothèque musicale de Zenetti présente un intérêt considérable pour Bruckner. Zenetti lui fait connaître tant la musique de l’école classique viennoise que celle du romantisme naissant. 
Devenu professeur d'harmonie et de contrepoint à l'académie de Vienne, Bruckner continue de demander conseil à Zenetti. La relation élève-enseignant s'est transformée en une amitié durable, et chaque fois que Bruckner se trouve en Haute-Autriche « il venait à Enns pour lui rendre visite, afin de s’entretenir cordialement avec son maître pendant quelques heures. »

## Œuvres
L’attention tardive portée à Zenetti explique aussi le sort dévolu à son œuvre et à sa bibliothèque musicale. Le nombre de compositions formellement attribuées à Zenetti se réduit à une messe pastorale (1851), une messe festive pour chœur d'hommes a cappella (écrite en 1883 pour l'inauguration du pavillon de l’Ennser Männergesangverein « Concordia ») et un trio pour violon, alto et violoncelle datant de 1882.
Cependant de nombreux manuscrits non signés peuvent lui être attribués : partitions d’orchestre, musique vocale, mélodies, messes, vêpres, requiems, musique instrumentale. L’essentiel de sa bibliothèque musicale est perdu ou est disséminé dans diverses collections (dont la Bibliothèque nationale autrichienne, le musée de la ville d’Enns, le musée de l'église d'Enns, les archives musicales de la ville de Linz). L’ensemble de ce corpus, qui n’existe souvent que sous forme de parties isolées, donne une bonne vision du travail de ce compositeur, enseignant, organiste et maître de chapelle de la seconde moitié du XIXe siècle.

### Musique de chambre
- Terzetto pour violon, alto et violoncelle (1882)

### Musique religieuse
- Pastoralmesse en do majeur pour chœur, solistes, orchestre et orgue (1851)
- Festmesse en si bémol pour chœur d'hommes a cappella (1883)